# بولا كريمر
بولا كريمر: (بالإنجليزية: Paula Creamer)‏ (ولدت في عام 1986  م) هي لاعبة غولف أمريكية، ولدت في ماونتن فيو، كاليفورنيا.

## روابط خارجية
- بولا كريمر على موقع IMDb (الإنجليزية)
- بولا كريمر على موقع رابطة لاعبات الغولف المحترفات (الإنجليزية)